# LOVE & RAIN 〜LOVE SONGS〜
『LOVE & RAIN 〜LOVE SONGS〜』 （ラブ＆レイン ラブ ソングス）は、久保田利伸のコンピレーション・アルバム。2010年11月24日に、SME Recordsから発売された。

## 概要
前作『Timeless Fly』から僅か9ヶ月ぶりとなるアルバム。2010年6月に発売されたシングル「LOVE RAIN 〜恋の雨〜」のヒットを受けて企画された本作は、過去の久保田の楽曲から ”恋と雨”に光を当て選曲。
デビュー当時から愛される楽曲「Missing」のリメイク版「Missing～2010カラット」、松尾潔のリミックスで生まれ変わった「LOVE RAIN～恋の雨～（松尾潔リミックス）」、荒井由実の楽曲「朝陽の中で微笑んで」のカバー、2003年の発売以来、長年シングルでしか聴けなかった「Our Christmas」など、新録5曲を含む全14曲を収録。
DVD付の初回限定盤と通常盤の2形態で発売。
DVDには2010年のライヴツアーから「LOVE & RAIN ～恋の雨～」「海へ来なさい*7月29日東京公演スペシャル」映像を収録。

## 収録曲

### CD
作詞・作曲：久保田利伸　編曲：柿崎洋一郎（特記以外）
1. LOVE RAIN ～恋の雨～（松尾潔リミックス）　6分13秒
  - 編曲：松尾潔・MAESTRO-T
2. Always Remain　4分53秒
  - 作曲：久保田利伸,フィルノーラン,ランディ・カンター
3. Missing ～2010カラット～　　4分35秒
  - 編曲：石成正人
4. 雨音 （in your face vocal）　4分16秒
5. Hold Me Down （featuring： Angie Stone）　3分22秒
  - 作詞・作曲：TOSHI KUBOTA
6. 朝陽の中で微笑んで　5分47秒
  - 作詞・作曲：荒井由実
7. Riding to the Sight　5分35秒
8. RAIN　4分08秒
  - 編曲：MANABOON
9. a Love Story （Bond street ver.）　5分14秒
10. It's Time to Smile　5分42秒
11. Candy Rain　4分38秒
12. Our Christmas
  - 作曲：久保田利伸・柿崎洋一郎　5分17秒
13. LOVE RAIN ～恋の雨～　4分51秒
14. LA･LA･LA LOVE SONG （Midnight Piano Version）　6分56秒

### DVD
『Timeless Fly Tour 2010 encore』
1. LOVE & RAIN ～恋の雨～
2. 海へ来なさい　*7月29日東京公演スペシャル

## 演奏
- 久保田利伸
  - Vocal
  - Beats (#2.7.11)
  - Keyboards (#2)
  - Background Vocal (#2.4-13)
- 松尾潔：Remix, Background Vocal (#1)
- 石成正人
  - Guitar (#1.10)
  - Acoustic Guitar (#3.6)
- 山本拓夫
  - Flute (#1)
- 豊島吉宏：Programming ＆ All Other Instruments (#1)
- YURI：Background Vocal (#1.8)
- 柿崎洋一郎
  - Keyboards (#2.7.10.11.14)
  - Moog (#10)
  - Acoustic Piano (#14)
  - Talkbox (#11)
  - All Instruments (#6.9.13)
- Jeff Bova：All Instruments (#4)
- Jonathan Richmond：All Instruments, Background Vocal (#5)
- Angie Stone：Background Vocal (#5)
- SAKURA：Background Vocal (#7)
- 中村キタロー：Bass (#7)
- 知念輝行：Guitar (#7)
- 羽田一郎：Electric Guitar (#11)
- 迫田到：Synthesizer Programming (#14)